# بازاریابی اجتماعی
بازاریابی اجتماعی (به انگلیسی: Societal Marketing) یک مفهوم بازاریابی است که معتقد است که یک شرکت یا سازمان باید تصمیمات بازاریابی را نه تنها با در نظر گرفتن خواسته‌های مصرف‌کننده، بلکه نیازهای شرکت، و همچنین منافع بلندمدت جامعه تعیین کند. سپس باید ارزشی برتر به مشتری ارائه کند به گونه ای که جنبه‌های رفاهی مشتری و جامعه را حفظ نماید یا آنها را بهبود بخشد. دیدگاه بازاریابی اجتماعی از جدیدترین فلسفه‌های مدیریت بازاریابی است. اساسا استفاده از تکنیک های سوسایتل مارکتینگ(Societal Marketing) بر مبنای این اصل بنا شده است که بازاریابی در دنیای کنونی، توجه صرف به مشتری و نیازهای او نیست و یا اینکه شرکت فقط به دنبال سود خودش باشد؛ بلکه در بازاریابی اجتماعی، شرکت ها به جز دنبال کردن منافع و مزایای شخص خود و مشتریانشان، به مفاهیم اجتماعی همچون گرم شدن کره زمین، حقوق بشر و ... هم توجه می کنند و به این گونه نام خود را جهانی می کنند.